# Sân vận động Pedro Marrero
Sân vận động bóng đá quốc gia Pedro Marrero (tiếng Tây Ban Nha: Estadio Nacional de Fútbol Pedro Marrero) là một sân vận động đa năng ở La Habana, Cuba. Sân được sử dụng chủ yếu cho các trận đấu bóng đá. Đây là sân nhà của câu lạc bộ FC La Habana và đội tuyển bóng đá quốc gia Cuba. Sân vận động có sức chứa 30.000 chỗ ngồi và được xây dựng vào năm 1929.

## Lịch sử
Sân ban đầu có tên là Sân vận động Gran Cervecería Tropical (hoặc quen thuộc là La Tropical), sân đã tổ chức trận đấu Bacardi Bowl vào năm 1937 và giải đấu bóng chày Cuban League một số lần. Sau cuộc cách mạng Cuba, sân được đổi tên thành Pedro Marrero, một thanh niên đã hi sinh trong cuộc tấn công vào Trại lính Moncada.

## Vị trí
Sân vận động nằm ở khu vực Ceiba, một phần của quận Playa; giáp với Nuevo Vedado, quận Plaza de la Revolución.